# Dama z Elche
Dama z Elche (hiszp. La Dama de Elche) – starożytna rzeźba iberyjska, przedstawiająca popiersie młodej i bogatej kobiety.
Została znaleziona przypadkowo 4 sierpnia 1897 roku w miejscowości Elche w południowo-wschodniej Hiszpanii. Ukryta była w skrytce z płyt kamiennych i stała oparta o nie. Została tam umieszczona najprawdopodobniej w związku z jakimś zagrożeniem. Niedługo po odkryciu została zakupiona przez francuskiego iberystę Pierre’a Parisa i wywieziona do Francji, gdzie była prezentowana w Luwrze. Do Hiszpanii wróciła w 1941 roku. Obecnie przechowywana jest w Narodowym Muzeum Archeologicznym w Madrycie.
Rzeźba pochodzi z około 400-300 r. p.n.e. Jej wysokość wynosi 56 cm. Została wykonana z wapienia i pierwotnie była polichromowana. Kolory użyte do jej ozdobienia to czerwień, biel i błękit. Na popiersiu zachowały się resztki czerwonego koloru na ustach i elementach ubioru. Z tyłu rzeźby znajduje się wielki, świadomie wykonany otwór o eliptycznym kształcie wlotu i średnicy w najszerszym miejscu 18 * cm; powstałe zagłębienie ma głębokość 16 cm. Jego przeznaczenie pozostaje nieznane – najprawdopodobniej służyło do przechowywania relikwii lub też było urną na prochy.
Popiersie wykazuje niewątpliwe cechy portretowe. Przedstawia młodą kobietę o twarzy arystokratki z delikatnymi rysami twarzy, z przymkniętymi oczami, z ozdobnym naszyjnikiem i bogatym przybraniem głowy. Wszystkie liczne elementy stroju oraz biżuteria przedstawione są w najdrobniejszych szczegółach.
Dama z Elche uważana jest za jedno z najwybitniejszych osiągnięć sztuki iberyjskiej.